# Casa dos Açores em Lisboa
A Casa dos Açores de Lisboa é uma associação dos açorianos residentes na região de Lisboa. Foi fundada a 27 de Março de 1927 com o nome de Grémio dos Açores, alterando o respectivo nome para o actual em 1938, por imposição legal do Estado Novo.

## Historial
Fundada em 1927, logo por decreto de 12 de Abril de 1928, foi reconhecida pelo Governo Português como instituição de Utilidade Pública, distinção pela primeira vez conferida a uma agremiação do género.